# Selkirkiella purpurea
Selkirkiella purpurea är en spindelart som först beskrevs av Hercule Nicolet 1849.  Selkirkiella purpurea ingår i släktet Selkirkiella och familjen klotspindlar. Inga underarter finns listade i Catalogue of Life.